# كايا سآرياهو
كايا سآرياهو (Kaija Saariaho؛ هلسنكي، 14 أكتوبر 1952) موسيقية فنلندية.
درست الموسيقى في هلسنكي وفرايبورغ وباريس حيث عاشت منذ عام 1982.

## روابط خارجية
- كايا سآرياهو على موقع IMDb (الإنجليزية)
- كايا سآرياهو على موقع مونزينجر (الألمانية)
- كايا سآرياهو على موقع ميوزك برينز (الإنجليزية)
- كايا سآرياهو على موقع أول ميوزيك (الإنجليزية)
- كايا سآرياهو على موقع ديسكوغز (الإنجليزية)
- كايا سآرياهو على موقع قاعدة بيانات الفيلم (الإنجليزية)